# Сергеј Кулиш
Сергеј Кулиш (Черкаси, 17. април 1993) украјински је спортиста који се такмичи у стрељаштву. На Олимпијским играма у Рио де Жанеиру освојио је сребрну медаљу у дисциплини ваздушна пушка. На Олимпијским играма младих 2010. био је бронзани у истој дисциплини.